# Lamberto I de Spoleto
Lamberto I (?-880) fue duque y margrave (dux et marchio) de Spoleto en dos ocasiones, primero del 859 al 871 y luego del 876 hasta su muerte.

## Familia
Era el primogénito de Guido I de Spoleto e Itta, hija de Sico de Benevento. Se casó con Judit, hija de Everardo de Friuli.

## Carrera
En su primer año de gobierno, se unió a Gerardo, conde de los marsos, Maielpoto, gastaldo de Telese y Wandelbert, gastaldo de Bojano, para evitar que Saudan, el emir sarraceno de Bari, volviera a su ciudad después de campear contra Capua y Lavorno. La sangrienta batalla no bastó para impedirlo, y Saudan pudo entrar en Bari.
En abril de 860, Lamberto se sumó a Hildeberto, conde de Camerino, y los dos se alzaron contra el emperador Luis II. Un ejército imperial los persiguió hasta el territorio de los marsos, de donde pasaron luego al Benevento y se refugiaron con el príncipe Adelchis. Luis rodeó la ciudad, pero acabó por perdonar a Lamberto y a su protector a cambio de su lealtad. Hildeberto, sin embargo, huyó a Bari.
En 866, Luis sitió sin éxito a Landulfo II, el conde y obispo de Capua. Incluso le concedió a Lamberto el condado de Capua para que continuase el asedio. En ese momento, el ducado de Spoleto alcanzó su extensión máxima.
Lamberto abandonó el sitio de Capua y se fue a Roma después de la elección de Adriano II el 13 de noviembre de 867. Saqueó la ciudad el 13 de diciembre, durante la ceremonia de coronación papal. Fue excomulgado de inmediato y, como el emperador apoyó el pontificado de Adriano, perdió el favor de Luis. Sin embargo, pasaron tres años antes de que se rebelara por segunda vez. En 871, después de que el emperador aumentara enormemente su poder y prestigio al conquistar Bari, Lamberto se coligó con Guaifer de Salerno, Sergio II de Nápoles y Adelchis de Benevento y se rebeló abiertamente contra el emperador. Los sarracenos, sin embargo, desembarcaron nuevas fuerzas y atacaron Salerno. Adelchis, que había encarcelado al emperador mientras Lamberto se hallaba en Benevento, liberó al cautivo para que acaudillase a las huestes cristianas. El emperador depuso inmediatamente a Lamberto y cedió su feudo a Suppo III, primo de su esposa Engelberga.
Luis regresó al Mezzogiorno en el 873, habiéndolo absuelto el papa de los juramentos que había hecho a Adelchis a cambio de la libertad. Asedió Benevento, pero no pudo prender a Lamberto. Después de su muerte, le sucedió en el trono imperial su tío Carlos el Calvo, quien volvió a nombrar a Lamberto señor de Spoleto (febrero o junio del 876). También nombró al hermano menor de Lamberto, Guido, margrave de Camerino, con el encargo de proteger al papa. El 16 de julio, en Ponthion, Carlos confirmó la donación de una gran parte del territorio de Spoleto al papado, pero pese a ello Lamberto siguió siendo el señor más poderoso del centro de la península y un príncipe prácticamente independiente.
En 877, Carlos murió y Lamberto apoyó las pretensiones de Carlomán de Baviera al título real italiano y al imperial frente a las del heredero de Carlos, Luis el Tartamudo. Entró en Roma con la intención de hacerse coronar rey, pero el papa Juan VIII lo disuadió de tal propósito. En marzo de 878, Lamberto y Adalberto I de Toscana obligaron al pueblo a reconocer como rey a Carlomán. Luego, los dos sitiaron al papa en la Ciudad leonina durante treinta días; Juan huyó de Roma y marchó a Troyes. Allí celebró un sínodo en el que se ofreció a coronar emperador a Luis el Tartamudo, adoptó como hijo a Bosón de Provenza y excomulgó a sus enemigos italianos (Lamberto y Adalberto). Acusó incluso a Lamberto de desear la corona imperial para sí, lo que es probable considerando la historia posterior de su dinastía.
Lamberto trató de apoderarse de Capua tras este episodio romano. Murió sitiando la ciudad en el 880. Le sucedió hijo Guido II. Su hermano Guido se convirtió en rey y emperador, al igual que su sobrino y tocayo Lamberto II. El arzobispo de Reims Fulquerio de Reims advirtió a Lamberto II que no siguiera el ejemplo de su tío homónimo.